# 320 Katharina
A 320 Katharina a Naprendszer kisbolygóövében található aszteroida. Johann Palisa fedezte fel 1891. október 11-én.